# Kulinkovich-Reaktion
Die Kulinkovich-Reaktion, auch Kulinkovich‐de Meijere-Reaktion, ist eine Namensreaktion der Organischen Chemie zur Herstellung von Cyclopropanol-Derivaten. Sie wurde 1989 von Kulinkovich et al. entwickelt.

## Übersicht
Als Edukte der Kulinkovich-Reaktion dienen ein Carbonsäureester, eine Grignard-Verbindung und ein Titan(IV)-alkoholat. Es bilden sich dabei in situ  Titan-Reagenzien mit einem Wasserstoffatom in β-Position. Das Titan-Reagenz kann dabei in katalytischen Mengen verwendet werden.
Als Titan-Katalysatoren können beispielsweise ClTi(OiPr)3, Ti(OiPr)4, ClTi(OtBu)3, Ti(OtBu)4 verwendet werden. Typische Lösungsmittel sind Et2O, THF oder Toluol. Tolerierte funktionelle Gruppen sind Ether R–O–R, Thioether R–S–R und Imine RN=CHR. Amide, primäre und sekundäre Amine und die meisten Carbamate werden unter den üblichen Reaktionsbedingungen nicht toleriert.

## Reaktionsmechanismus
Der weitläufig akzeptierte Reaktionsmechanismus geht von zwei aufeinanderfolgenden Transmetallierungen mit Grignard-Reagenzien aus. Der entstandene Titanium-Komplex disproportioniert zu einem Alkan und Titanacyclopropan 1. Die Insertion der Carbonylgruppe des Esters in die schwächste Kohlenstoff-Titan Bindung gibt das Oxatitanacyclopentan 2, welches dann zum Keton 3 umlagern kann. Zuletzt schiebt sich die Carbonylgruppe von 3 nochmals in die verbleibende Kohlenstoff-Titan Bindung, wodurch das Cyclopropanol 4 gebildet wird. Die Stabilisation des Übergangszustand dieses Schrittes, welcher zugleich der geschwindigkeitslimitierende ist, durch eine agostische Wechselwirkung des β-Wasserstoffes und Titan wird als Grund für die beobachtet Diastereoselektivität vermutet. Transmetallierung von 4 führt zu dem großteils beobachteten Produkt 5 – ein Magnesiumalkoholat, aus welchem durch Hydrolyse das gewünschte Cyclopropanolat gebildet wird.

## de-Meijere-Variante
Armin de Meijere et al. entwickelten eine Variante mit Amiden anstelle von Estern, wobei nun das Hauptprodukt ein Aminocyclopropan ist:
Intramolekulare Varianten sind auch bekannt:

## Szymoniak-Variante
In der von Szymoniak et al. entwickelten Variante ist das Substrat ein Nitril und das Hauptprodukt ein Cyclopropan mit einer primären Amingruppe:
Der Reaktionsmechanismus ist analog zu dem der normalen Kulinkovich-Reaktion.